# Dowiązanie topogeodezyjne

Dowiązanie topogeodezyjne – określenie współrzędnych i azymutów kierunków orientacyjnych stanowisk, placówek i punktów. Wykonują je pododdziały topogeodezyjne wojsk rakietowych i artylerii oraz pododdziały rozpoznawcze i ogniowe. Zależnie od sytuacji dowiązanie topogeodezyjne może być wykonane na osnowie geodezyjnej lub na podstawie mapy (zdjęcia lotniczego).